# Костешть (Вилча)
Костешть, Костешті (рум. Costești) — село у повіті Вилча в Румунії. Адміністративний центр комуни Костешть.
Село розташоване на відстані 178 км на північний захід від Бухареста, 24 км на захід від Римніку-Вилчі, 93 км на північ від Крайови, 133 км на південний захід від Брашова.

## Населення
За даними перепису населення 2002 року у селі проживали 1556 осіб, з них 1555 осіб (99,9%) румунів. Рідною мовою 1555 осіб (99,9%) назвали румунську.